# Sonny Anderson
Anderson da Silva (* 19. září 1970), známý jako Sonny Anderson, je bývalý brazilský fotbalový útočník. Vystřídal mnoho klubů. Třikrát byl králem střelců francouzské ligy, jednou švýcarské a jednou katarské.

## Úspěchy

### Klub
Vasco da Gama
- Campeonato Brasileiro Série A: 1989

Servette
- Swiss Super League: 1993–94

Monaco
- Ligue 1: 1996–97

Barcelona
- La Liga: 1997–98, 1998–99
- Copa del Rey: 1997–98
- Superpohár UEFA: 1997

Lyon
- Ligue 1: 2001–02, 2002–03
- Trophée des champions: 2002
- Coupe de la Ligue: 2000–01

Villarreal
- Pohár Intertoto UEFA: 2004

### Individuální
- Swiss Super League: Král střelců / Nejlepší zahraniční hráč 1992–93
- Ligue 1: Král střelců 1995–96, 1999–2000, 2000–01; Étoile d'Or 1996; Nejlepší hráč 1996–97
- Qatar Stars League: Král střelců 2004–05
- Pohár UEFA: Král střelců 2003–04 (7 gólů)